# Aleksej Fëdorovič L'vov
Aleksej Fëdorovič L'vov (in russo, Алексей Фёдорович Львов) (Reval, 5 giugno 1798 – Romainiai, 28 dicembre 1870) è stato un violinista e compositore russo.

## Biografia
Figlio di Fëdor Petrovnič L'vov, che fu direttore della cappella imperiale di San Pietroburgo dal 1826 (succedendo a Dmitrij Bortnjanskij) al 1836.
Iniziò precocemente lo studio del violino; a 9 anni suonava in pubblico un concerto di Giovanni Battista Viotti. Ebbe vari insegnanti, ma dai 19 anni cercò autonomamente di creare un proprio stile lavorando sulle composizioni di famosi violinisti come Arcangelo Corelli, Giuseppe Tartini, Giovanni Battista Viotti, Rodolphe Kreutzer, Pierre Rode. Studiò composizione con I.G. Miller (che fu maestro anche di Michail Glinka).
La sua formazione ufficiale fu tuttavia tecnica; completati nel 1818 gli studi nell'Istituto delle Comunicazioni, iniziò da ingegnere civile nel genio la carriera militare. Giunse al grado di generale. Nel 1828 fu nominato aiutante di campo dello zar Nicola I.
Su richiesta dello zar, nel 1833 musicò l'inno imperiale russo Bože, Zarja chrani! (Боже, Царя храни, "Dio protegga lo zar", in russo), su un testo di Vasilij Žukovskij. La melodia dell'inno venne ripresa da Čajkovskij nell'Ouverture 1812.
Formò un quartetto d'archi a San Pietroburgo, ai cui concerti settimanali nei saloni del suo palazzo assisteva l'alta società della capitale; partecipavano musicisti in visita alla città, come Franz Liszt, Robert e Clara Schumann, Hector Berlioz. Con il quartetto L'vov fece anche tournée in Europa; all'estero L'vov poteva esibirsi in pubblico, mentre in patria per motivi di posizione sociale suonava in luoghi privati.
L'vov succedette al padre nella direzione della cappella imperiale dal 1837 al 1861. Nel 1850 fondò la società russa di concerti (Русское концертное общество), che iniziò a diffondere il concerto sinfonico in Russia. Nel 1867, la perdita dell'udito lo costrinse ad abbandonare l'attività musicale.
Scrisse le opere Undina e Bianca und Gualtiero (1844 al Semperoper di Dresda), Fantasie e altre composizioni per violino e orchestra, composizioni religiose russe. Rielaborò con l'aggiunta del coro lo Stabat Mater di Giovanni Battista Pergolesi.
Pubblicò un testo sul ritmo libero e asimmetrico dell'antico canto religioso russo (1858 o 59) e uno per giovani violinisti (1860).

## Composizioni
- Undina (1848)
- Bianca und Gualtiero (1844)
- God Save the Tsar - Russian National Anthem (1833)
- Preghiera-Gebet per voce e piano (1838-1839)
- Sunday Irmos per 4 voci (1913)
- 24 Capricci per violino solo
- 3 Characteristic Studies per violino e pianoforte
- Concerto il La minore per violino e orchestra
- Divertimento op.4 per violino, violoncello e pianoforte
- Divertimento op.8 "Il Duello" per violino, violoncello e orchestra[3]

## Discografia
- Russian national anthem - Arthur Pryor's Band (Victor - 62481, 1904)[4]
- Hail, Pennsylvania! - Peerless Quartet (Victor - 17384, 1913)[5]
- Inno imperiale russo - Basso e orchestra - Marcel Journet, basso; Walter B. Rogers, direttore (Victor - 74464, 1916)[6]
- Repentance, op. 34 - Siberian Singers; Nicholas Vasilieff, direttore (Victor - 4574, New York 1939)[7]
- Boge czaria chrani (Russian song) - A. V. Aleksandrov, baritono (Columbia 1402, New York 1905)[8]
- Boje Tsaria khrani (National anthem of Russia) - Columbia Military Band (Columbia - A1733, New York 1914)[9]
- Russian national hymn - New York Military Band (Edison - 50186, New York 1914)[10]
- Concerto per violino e orchestra in La minore - Sergej Stadler: violino; Vladislav Chernushenko: direttore; Leningrad Philharmonic Symphony Orchestra (Melodija, 1986)[11]